# Birkir Bjarnason
Birkir Bjarnason, född 27 maj 1988 i Akureyri, är en isländsk fotbollsspelare som spelar för Brescia och Islands fotbollslandslag. 

## Landslagskarriär
Bjarnason gjorde det första målet för Islands landslag i EM 2016 när laget spelade oavgjort mot Portugal i det första Europamästerskapet någonsin som Island kvalificerat sig till.